# Monts du Toura
Monts du Toura är en bergskedja i Elfenbenskusten, vars högsta toppar når 1300 meter över havet. Den ligger i distriktet Montagnes, i den västra delen av landet, 250 km väster om huvudstaden Yamoussoukro.